# Det Filologisk-Historiske Samfund
Det Filologisk-Historiske Samfund i København blev stiftet 10. oktober 1854 af 21, mest yngre, danske filologer med det formål hos medlemmerne at fremme videnskabelighed i filologisk-historisk retning. Det virkede oprindeligt væsentlig ved afholdelse af møder, i reglen to om måneden, med foredrag af medlemmerne. Siden 1872 udsatte det endvidere to gange om året filologiske prisopgaver. Endelig har det udfoldet en ikke ringe udgivervirksomhed. I 1879 udgaves i anledning af dets 25-årige beståen et mindeskrift med afhandlinger af medlemmer, 1887 Opuscula philologica, 1897 G.P. Christensen Schmidts oversættese af Apollonios' Argonautertoget, og siden 1891 udgives årlig et bind af Studier fra Sprog- og Oldtidsforskning. Som manuskript for medlemmerne er der, oprindelig årlig, senere med nogle års mellemrum, trykt en Kort Udsigt over samfundets virksomhed.
Samfundets første formand var den senere rektor Carl Berg, dets sekretær K.J. Lyngby. Senere var museumsinspektør, dr.phil. Chr. Jørgensen i 40 år (1875—1915) formand.